# Han Wudi
Han Wudi, (156 v.Chr. - 29 maart 87 v.Chr.), was de zevende keizer van China ten tijde van de Han-dynastie. Hij heerste van 141 tot 87 v.Chr.
Onder Han Wudi's heerschappij vergrootte China zijn territorium aanzienlijk en werd het een sterk gecentraliseerde confucianistische staat. Han Wudi wordt in de Chinese geschiedenis dan ook aangehaald als de grootste keizer van de Han-dynastie én als een van de grootste in China ooit. Onder Han Wudi werd de Han-dynastie een van de sterkste samenlevingen ter wereld. Hij dwong gehoorzaamheid af door gunstelingen ruimhartig te belonen en strenge straffen door te voeren. Han Wudi was zeer bijgelovig, waardoor hij vele sjamanen, astrologen en alchemisten naar het keizerlijk hof liet halen.
Han Wudi wist de belastinginning enorm te verbeteren.  Normaal moest een belastingeenheid (120 koperen munten) worden betaald per  4.000 koperen munten die werden verdiend, of voor het bezit van een met paarden gespannen kar. Kooplieden werden in die gevallen twee keer zo hoog belast en vaak ook van bezit onteigend. Ook woekeraars moesten hogere belasting betalen. Bij een valse belastingopgave werd men voor straf twee jaar als wachter naar de grensgebieden verplaatst. Han Wudi deed veel om de waterhuishouding in China te verbeteren. Een van zijn grootste verdiensten is de aanleg van het Caoqukanaal.
Tegen het vijandige Xiongnu-volk in het noorden stuurde Han Wudi de generaals Wei Qing en Huo Qubing op een grootschalige militaire expeditie. Hiermee werd voorkomen dat de Xiongnu hun gezag ten zuiden van de Gobi konden vestigen en werden de centrale agrarische regio's beter beschermd.
Han Wudi voerde persoonlijk vele inspectiereizen uit door China en probeerde waar nodig het land verder te ontwikkelen.
Tegen het einde van Han Wudi's bewind braken opstanden in het gebied van de huidige provincie Shandong uit, vanwege zijn strenge wetgeving.